# Luțenkove, Romnî
Luțenkove (în ucraineană Луценкове) este un sat în comuna Andriașivka din raionul Romnî, regiunea Sumî, Ucraina.

## Demografie
Componența lingvistică a localității Luțenkove
     Ucraineană (100%)
Conform recensământului din 2001, toată populația localității Luțenkove era vorbitoare de ucraineană (100%).